# Mursia hawaiiensis
Mursia hawaiiensis is een krabbensoort uit de familie van de Calappidae. De wetenschappelijke naam van de soort is voor het eerst geldig gepubliceerd in 1894 door Rathbun.